# Тирлянская волость
Тирлянская волость — административная единица Российской Империи, затем Малой Башкирии и РСФСР.
Существовала с 05.05.1865 по 1930 годы.
Тирлянская волость входила в Верхнеуральский уезд, затем с 1920 года в составе Тамьян—Катайского кантона с кантонным центром в городе Белорецке.

## Состав
В Списке населенных мест Оренбургской губернии 1892 года в Тирлянской волости значатся:
- Тирлянский завод — 912 дворов; мужчин — 2605; женщин — 2802. Церквей − 1; школа деревянная — 1. Базар по понедельникам, мельниц водяных о двух поставах — 4.
- Николаевка — 75 дворов; мужчин — 196; женщин −190. Водяная мельница об одном поставе — 1.

На начало XX века в волости:
- АРШИНСКАЯ ПЛОТИНА — названа по реке Арше. 4 двора и 179 жителей.
- ВЕРХНЕ-АРШИНСКИЙ РУДНИК — расположен в верхнем течении р. Арша. 3 двора, 26 жителей.
- ЗАВОДСКИЙ ХУТОР — расположен на р. Арша. 3 двора, 9 жителей.
- КАТАВЫ — углесидное заведение на р. Катав, название по реке. 2 двора, 7 жителей.
- МЕСЕЛИНСКАЯ ПЛОТИНА — названа по реке Меселя, на которой и расположена. 10 дворов, 82 жителя.
- НИЖНЕ-АРШИНСКИЙ РУДНИК — расположен в нижнем течении реки Арша. 4 двора,13 жителей.
- НИКОЛАЕВКА — деревня на реке Авняре, названа по имени основателя. Деревянный молитвенный дом, деревянная школа, одна водяная мукомольная мельница, 110 дворов, 839 жителей.
- ТИРЛЯНСКИЙ ЗАВОД — расположен на реке Тирлян, по которой и назван. Церковь сгорела в 1898 г., шесть деревянных школ базары по воскресеньям, четыре водяных мукомольных мельниц.
- ПЛОТИНКА НА ТИХОЙ ТИРЛЯНЕ — указывает на расположение в верхнем течении р,Тирлян, на притоке.
- ТИХАЯ ТИРЛЯНЬ — 3 двора, 61 житель.
- ЮРЮЗАНСКАЯ ПЛОТИНА — расположена на реке Юрюзань, по которой и названа. 9 дворов, 81 житель[1].

Список населенных мест Оренбургской губернии по данным сельскохозяйственной и поземельной переписи 1917 года:
- Аршинский рудник — сведений нет.
- Село Двойниши — сведений нет.
- Николаевка − 171 хозяйство 998 душ обоего пола.
- Тирлянский завод — 1716 хозяйств 9785 душ.
- Тирлянского завода кордоны и печи — 63 хозяйства 349 душ.
- Станция Юрюзань БЖД — 9 хозяйств 29 душ[1].

Сельскохозяйственная перепись Тирлянской волости Тамьян — Катайского кантона дает сведения:
- село, завод Тирлянский (Тирлянь) — 1771 домовладение (данные не полные),
- деревня Николаевка — 184 двора,
- станция БЖД Двойниши — 17 дворов,
- станция Юрюзань БЖД — 36 дворов,
- станция Рудник БЖД − 8 дворов
- разъезд Арша — 5 дворов,
- разъезд Машак − 6 дворов,
- Верхнеаршинский рудник − 2 двора,
- Среднеаршинский рудник − 17 дворов,
- Нижнеаршинский рудник — 21 двор,
- Тирлянский рудник − 2 двора,
- Двойнишское лесничество: казармы в Тункалисской даче − 46 дворов,
- Машакская дача — 3 двора,
- Белорецкое лесничество − 6 дворов,
- Тирлянское лесничество на Средней Юрюзани − 9 дворов[1].

## Транспорт
На территории волости были построены и действовали узкоколейные Журавлиная железнодорожная ветка и Запрудовская железнодорожная ветка.